# دهستان خالینگ
دهستان خالینگ (به لاتین: Khaling Gewog) یک دهستان در کشور بوتان است که در ناحیهٔ تراشیگانگ واقع شده‌است.